# Radball-Weltcup 2002
Der Radball-Weltcup 2002 war die 1. Austragung des von der UCI veranstalteten Radball-Weltcups. Die Turnier-Serie begann am 11. Mai 2002 und endete am 8. Februar 2003 anlässlich des Weltcup-Finales in Böblingen. Insgesamt haben 33 Teams teilgenommen, jedoch spielten nur 15 davon an mindestens 3 Turnieren und hatten somit die Möglichkeit den Final zu erreichen.
Weltcup-Gewinner war der RC Höchst 1 aus Österreich.

## Turnier-Übersicht
| Datum              | Austragungsort | Gewinner        | Zweiter         | Dritter         |
| ------------------ | -------------- | --------------- | --------------- | --------------- |
| 11. Mai 2002       | Brünn          | Favorit Brünn 1 | RV Gärtringen   | RMV Mosnang 1   |
| 17. August 2002    | Saitama        | CK Svitavka     | RSV Krofdorf    | Cherubim Tokyo  |
| 31. August 2002    | Mosnang        | RC Höchst 1     | Favorit Brünn 1 | RV Gärtringen   |
| 14. September 2002 | Eberstadt      | RSV Krofdorf    | SV Eberstadt    | CK Svitavka     |
| 28. September 2002 | Oftringen      | Favorit Brünn 1 | RV Winterthur   | RV Gärtringen   |
| 9. November 2002   | Ailingen       | RC Höchst 1     | RV Gärtringen   | Favorit Brünn 1 |
| 30. November 2002  | Brünn          | RC Höchst 1     | Favorit Brünn 2 | RSV Krofdorf    |
| 7. Dezember 2002   | Höchst         | RV Winterthur   | Favorit Brünn 2 | RMV Mosnang 1   |

## Punktestand
Für jedes Weltcupturnier werden Weltcuppunkte vergeben. Nach allen acht Turnieren werden die besten vier Ergebnisse für jedes Team addiert und die sieben Teams mit den meisten Punkten gelangen in den Final. Ebenfalls im Final spielt ein Team aus Asien.
| Rang   | 1  | 2  | 3  | 4  | 5  | 6  | 7  | 8  | 9  | 10 | 11 | 12 |
| Punkte | 50 | 45 | 40 | 35 | 30 | 25 | 20 | 18 | 16 | 14 | 12 | 10 |

Der Punktestand entscheidet nur darüber, welche Teams in den Final gelangen. Im Finale hatten jedoch alle Teams wieder die genau gleichen Chancen zu Gewinnen.
In dieser Tabelle sind nur die Teams aufgelistet, bis und mit dem letzten Team, welches mindestens 3 Turniere gespielt hat. Die mit  gelb  hinterlegten Teams sind qualifiziert für den Final.
| Rang | Team            | Spieler           | Spieler            | Punkte | Starts |
| ---- | --------------- | ----------------- | ------------------ | ------ | ------ |
| 01   | Favorit Brünn 1 | Pavel Smid        | Petr Skotak        | 185    | 5      |
| 02   | RC Höchst 1     | Marco Schallert   | Reinhard Schneider | 180    | 4      |
| 03   | RV Gärtringen   | Michael Lomusico  | Sandro Lomusico    | 170    | 4      |
| 04   | RSV Krofdorf    | Jens Häuser       | Thomas Abel        | 160    | 4      |
| 05   | Favorit Brünn 2 | Jiří Hrdlička     | Miroslav Berger    | 155    | 5      |
| 06   | RV Winterthur   | Paul Looser       | Peter Jiricek      | 146    | 4      |
| 07   | CK Svitavka     | Radim Hason       | Pavel Loskot       | 145    | 4      |
| 08   | RMV Mosnang     | Roman Schneider   | Reto Gmür          | 145    | 5      |
| 09   | SV Eberstadt    | Jens Krichbaum    | Holger Krichbaum   | 140    | 4      |
| 10   | Bassersdorf     | Armin Hefti       | Björn Reiser       | 84     | 4      |
| 11   | RC Höchst 2     | Manfred Schneider | Dietmar Schneider  | 83     | 4      |
| 12   | Iserlohn        | Christian Hofmann | Lars Wegmann       | 79     | 3      |
| 13   | Feldkirch       | Jürgen Türtscher  | Gerhard Hubmann    | 79     | 4      |
| 14   | VC Cronenbourg  | Luc Doell         | Frédéric Doell     | 46     | 3      |
| 15   | Sundays Kaseda  | Genouzono Hitoshi | Teshima Toshimitsu | 45     | 2      |
| 16   | Cherubim Tokyo  | Tsuzuki Katsumi   | Matsuda Ko         | 40     | 1      |
| 17   | Dinamo Zagreb   | Andreas Szabo     | Daniel Tvrdi       | 38     | 3      |

## Weltcup-Finale
Die acht Teams wurden in 2 Gruppen unterteilt. Innerhalb dieser Gruppe spielte dann Jeder gegen Jeden einmal. Die Gewinner der beiden Gruppen spielten danach gegen den Zweitplatzierten der anderen Gruppe. Die anderen Teams spielten gegen das Team aus der anderen Gruppe auf demselben Rang. Die beiden Verlierer aus den Halbfinalen spielten dann um Rang drei, die beiden Sieger um den Weltcup-Sieg.

### Vorrunde
| Rang | Team            | Tore    | Punkte |
| ---- | --------------- | ------- | ------ |
| 1    | RSV Krofdorf    | 17 : 10 | 9      |
| 2    | Favorit Brünn 1 | 14 : 11 | 4      |
| 3    | RV Winterthur   | 10 : 11 | 2      |
| 4    | CK Svitavka     | 06 : 15 | 1      |

| Rang | Team            | Tore    | Punkte |
| ---- | --------------- | ------- | ------ |
| 1    | RC Höchst 1     | 15 : 06 | 9      |
| 2    | Favorit Brünn 2 | 14 : 12 | 6      |
| 3    | RV Gärtringen   | 20 : 12 | 3      |
| 4    | Cherubim Tokyo  | 10 : 29 | 0      |

### Finalrunde
| 1. Halbfinale          |   |                 |       |
| RSV Krofdorf           | – | Favorit Brünn 2 | 0 : 2 |
| 2. Halbfinale          |   |                 |       |
| RC Höchst 1            | – | Favorit Brünn 1 | 3 : 2 |
| Spiel um Platz 7 und 8 |   |                 |       |
| CK Svitavka            | – | Cherubim Tokyo  | 5 : 4 |
| Spiel um Platz 5 und 6 |   |                 |       |
| RV Winterthur          | – | RV Gärtringen   | 2 : 4 |
| Spiel um Platz 3 und 4 |   |                 |       |
| RSV Krofdorf           | – | Favorit Brünn 1 | 4 : 5 |
| FINALE                 |   |                 |       |
| Favorit Brünn 2        | – | RC Höchst 1     | 2 : 4 |

### Endstand
| Rang | Team            | Spieler          | Spieler            |
| ---- | --------------- | ---------------- | ------------------ |
| 01   | RC Höchst 1     | Marco Schallert  | Reinhard Schneider |
| 02   | Favorit Brünn 2 | Jiří Hrdlička    | Miroslav Berger    |
| 03   | Favorit Brünn 1 | Pavel Smid       | Petr Skotak        |
| 04   | RSV Krofdorf    | Jens Häuser      | Thomas Abel        |
| 05   | RV Gärtringen   | Michael Lomuscio | Sandro Lomuscio    |
| 06   | RV Winterthur   | Paul Looser      | Peter Jiricek      |
| 07   | CK Svitavka     | Radim Hason      | Pavel Loskot       |
| 08   | Cherubim Tokyo  | Tsuzuki Katsumi  | Matsuda Ko         |